# Микрорегиони в Бразилия
Микрорегионите в Бразилия са били юридически определени региони, съставни на отделните мезорегиони, в чиито граници влизали няколко общини, граничещи помежду си. Целта на микрорегионите е била да интегрират организацията, планирането и изпълнението на обществени функции от общ интерес. Броят и границите на микрорегионите в Бразилия са били определени от Бразилския институт по география и статистика (IBGE) за статистически нужди и не са били административно-териториални единици на страната. През 2017 г. това деление е отменено и заменено с „непосредствени географски региони“.
Все пак малко са били микрорегионите, придържащи се към тази дефиниция. Поради това понятието е много по-добре познато от практическото му използване от IBGE, който, за статистически цели и въз основа на икономическите и социалните сходства, е разделял различните щати на бразилската федерация на микрорегиони.